# Cantó de Rennes-Nord-Oest
El cantó de Rennes-Nord-Oest (bretó Kanton Roazhon-Gwalarn) va ser una divisió administrativa francesa situat al departament d'Ille i Vilaine a la regió de Bretanya.

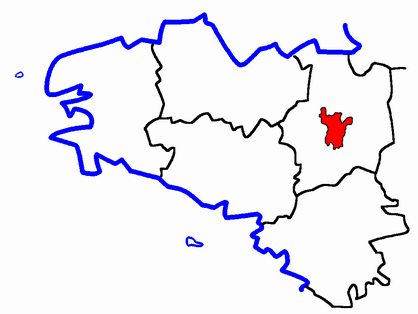
Situació del cantó

## Composició
El cantó aplega 4 comunes:
| Nom francès                   | Nom bretó       | Població | km²   | Codi Postal | Codi INSEE |
| Gévezé                        | Gevrezeg        | 2.759    | 27,54 | 35850       | 35120      |
| Pacé                          | Pazieg          | 7.885    | 35,03 | 35740       | 35210      |
| Parthenay-de-Bretagne         | Pazheneg        | 563      | 4,80  | 35850       | 35216      |
| Rennes (fracció de Villejean) | Roazhon         | 16.923   | ?     | -           | 35238      |
| Cantó                         | Roazhon-Gwalarn | 28.130   | ?     | -           | 3531       |

## Història
| Data d'elecció                           | Identitat        | Partit | Qualitat |
| ---------------------------------------- | ---------------- | ------ | -------- |
| 2004-2008-                               | Philippe Rouault | UDF    |          |
| 2008-2015                                | François André   | PS     |          |
| les dades anteriors no són pas conegudes |                  |        |          |
|                                          |                  |        |          |